# Hans Hallervorden
Hans Hallervorden (* 11. Februar 1872 in Sensburg, Ostpreußen; † 27. Juni 1965 in Berlin) war ein deutscher Landschaftsarchitekt.

## Leben
Von 1901 bis 1907 war er Leiter der Osnabrücker Stadtgärtnerei und einer der Väter der Grünen Finger, welche als Grüngürtel bis in die Osnabrücker Innenstadt reichen. Später arbeitete er als Garteninspektor und war von 1920 bis 1938 sowie 1946 bis 1948 Gartendirektor der Joachim-Ernst-Stiftung im Wörlitzer Park. Dort führte er erste Restaurierungsmaßnahmen in den historischen Gärten durch. 

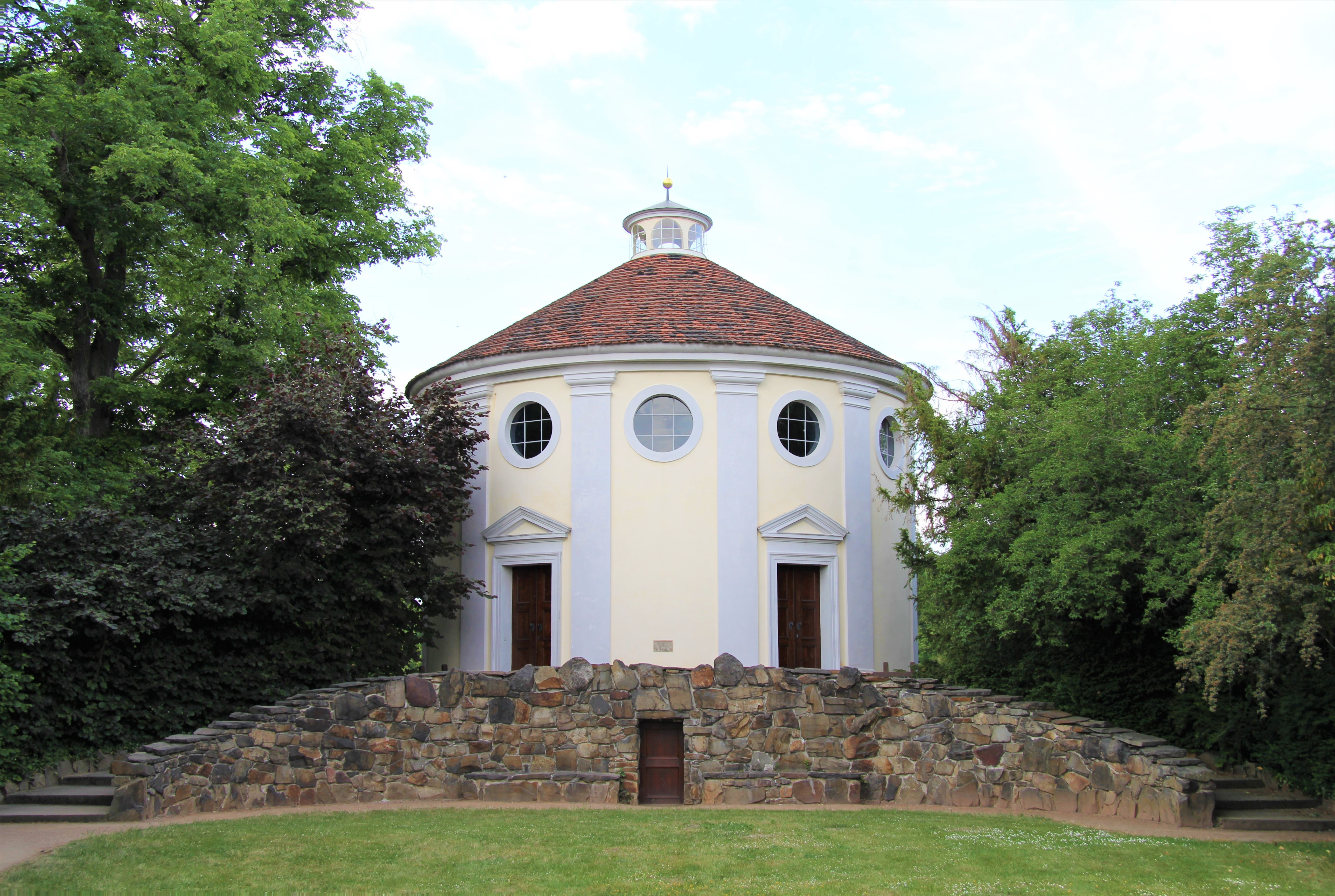
Von Hallervorden gerettete Synagoge

Am 10. November 1938 rettete er durch sein mutiges Eingreifen die Wörlitzer Synagoge vor der Zerstörung durch zwei SA-Männer, welche die Synagoge in Brand stecken wollten. Er wurde kurze Zeit später in Pension geschickt. Nach dem Ende des Zweiten Weltkrieges wurde er in sein altes Amt zurückberufen. 
Hans Hallervordens Enkel Dieter Hallervorden (* 1935) ist als deutscher Schauspieler und Theaterleiter bekannt.